# Doryloxenus
Doryloxenus (лат.) — род мирмекофильных жуков-стафилинид из подсемейства Aleocharinae. Встречаются всесветно. Более 50 видов.

## Описание
Мелкого размера коротконадкрылые жуки-стафилины, длина тела от 1 до 2 мм. Форма тела каплевидная, основная окраска оранжево-коричневая. Обитают вместе с кочевыми муравьями родов Dorylus и Aenictus. Род наиболее сходен с представителями рода Odontoxenus Kistner, отличаясь от последнего глазами, квадратными мезококсальными впадинами и коротким мезостернумом (Jacobson and Kistner 1975). Doryloxenus также сходен своей каплевидной формой тела с родом жуков Pygoplanus Kistner, но отличается формой жвал и лабрума и более длинными нижнечелюстными щупиками (они явно длиннее галеа) (Kistner et al. 2003).

## Систематика
Род был впервые выделен в 1898 году австрийским энтомологом и монахом-иезуитом Эрихом Васманном (Erich Wasmann; 1859—1931) на основании типового вида Doryloxenus cornutus Wasmann, 1898. Известно более 30 видов из разных материков и стран мира. 
- Doryloxenus aenictophilus Song and Li, 2014 (Китай, Zhejiang)
- Doryloxenus alzadae Jacobson & Kistner 1975
- Doryloxenus amicus
- Doryloxenus annulatus Wasmann, 1904[9][10]
- Doryloxenus balaena Cameron 1933
- Doryloxenus borneensis Pace, 2014[11]
- Doryloxenus cornutus Wasmann, 1898 typus
- Doryloxenus groveri Jacobson & Kistner, 1979[12]
- Doryloxenus hongkongensis Pace, 1998
- Doryloxenus minutus Kistner, 1963[13]
- Doryloxenus natalensis Kistner, 1958[14]
- Doryloxenus nepalensis Naomi, 1996
- Doryloxenus punicus (Normand, 1911)
- Doryloxenus rougemonti Pace, 1998 (Китай, Hongkong)
- Doryloxenus songzhigaoi Song and Li, 2014 (Китай, Yunnan)
- Doryloxenus tangliangi Song and Li, 2014 (Китай, Zhejiang)
- Doryloxenus tanzaniensis Pace, 2014 [10]
- Doryloxenus termitophilus Wasmann
- Doryloxenus tottenhami
- Doryloxenus transfuga
- Doryloxenus triarticulatus
- Doryloxenus wasmanni
- Doryloxenus yunnanus Assing, 2009
- Другие виды